# Dobrowolski-Gletscher
Der Dobrowolski-Gletscher (polnisch Lodowiec Dobrowolskiego) ist ein großer Gletscher auf King George Island im Archipel der Südlichen Shetlandinseln. Er fließt in südwestlicher Richtung zwischen den Precious Peaks und dem Szafer Ridge zum Kopfende des Martel Inlet, einer Nebenbucht der Admiralty Bay.
Polnische Wissenschaftler benannten ihn 1980 nach dem polnischen Geophysiker und Meteorologen Antoni Bolesław Dobrowolski (1872–1954), Teilnehmer an der Belgica-Expedition (1897–1899) des belgischen Polarforschers Adrien de Gerlache de Gomery und späterer Leiter des polnischen meteorologischen Instituts, heute Instytut Meteorologii i Gospodarki Wodnej.